# Ucar (Navarra)
Úcar (baskisch Ukar) ist ein Ort und eine Gemeinde (municipio) mit 190 Einwohnern (Stand: 2024) in der autonomen Gemeinschaft Navarra im Norden von Spanien.

## Lage und Klima
Úcar liegt in ca. 530 m Höhe und ist ca. 18 km (Fahrtstrecke) in südsüdwestlicher Richtung von der Regionalhauptstadt Pamplona entfernt. Das Klima ist gemäßigt bis warm; Regen fällt übers Jahr verteilt.

## Bevölkerungsentwicklung
| Jahr      | 1970 | 1981 | 1991 | 2001 | 2011 | 2021 |
| Einwohner | 135  | 118  | 115  | 116  | 179  | 185  |

## Sehenswürdigkeiten
- Kirche Mariä Himmelfahrt
- Michaeliskapelle